# Miroslav Vojtěchovský
Miroslav Vojtěchovský (29. července 1947 Velim – 4. srpna 2024) byl český vysokoškolský pedagog, odborný publicista, kurátor a fotograf skla. V roce 2007 byl prohlášen Osobností české fotografie za dlouhodobý přínos tomuto oboru. Byl držitelem titulu QEP (Qualified European Photographer).

## Mládí a školy
Miroslav Vojtěchovský se narodil 29. července 1947 ve Velimi do rodiny evangelického faráře Jiřího Vojtěchovského a Lydie Vojtěchovské, rozené Sekerkové. Jeho otec pocházel z Prahy a za 2. světové války byl spolu se svým bratrem Miroslavem Vojtěchovským zapojen do protinacistického odboje. Na jejich statku ve Strašnicích se scházeli odbojáři s výsadkáři z Velké Británie a rovněž odtamtud vysílala ilegální vysílačka Sparta I. Jeho strýc Miroslav byl za svou ilegální činnost popraven nacisty na Kobyliské střelnici, jeho otec byl pro nedostatek důkazů z vazby propuštěn a po válce se odstěhoval do Velimi, kde působil jako farář. V roce 1950 se rodina usadila v Humpolci. Na faře v Humpolci vybudoval Miroslav Vojtěchovský se svým otcem loutkové divadlo, kde hrávali každou sobotu představení pro děti. Miroslav Vojtěchovský měl o dva roky staršího bratra Petra, který celý život pracoval ve stavebnictví.
První fotografie pořídil Miroslav Vojtěchovský již ve svém dětství, v Humpolci navštěvoval fotografický kroužek. Zájem o umění nejspíš ovlivnil jeho otec a dědeček, kteří občasným nákupem obrazů od tehdy ještě neznámých českých impresionistických krajinářů společně vytvářeli malou rodinnou sbírku. Krajina se tak přirozeně stala námětem počátečních fotografických pokusů tehdy asi dvanáctiletého Miroslava.
Z politických důvodů nebyl přijatý na Střední uměleckoprůmyslovou školu v Brně, vystudoval proto tříleté odborné učiliště se sídlem v Českých Budějovicích a Děčíně. V roce 1969 absolvoval Střední průmyslovou školu grafickou v Praze, obor užitá fotografie.
Po neúspěšném pokusu o přijetí ke studiu na pražskou filmovou a televizní fakultu Akademie múzických umění (FAMU) se Miroslav Vojtěchovský v roce 1969 přihlásil do konkurzu na fotografa v reklamní agentuře Merkur. V konkurzu uspěl a tím započala jeho dráha v oboru užité a reklamní fotografie. V agentuře byl jako samostatný fotograf zaměstnán do roku 1970. V roce 1972 se Miroslav Vojtěchovský na třetí pokus dostal ke studiu fotografie na FAMU. Z politických důvodů byl zapsán jen do mimořádného programu, kdy mu po roce bylo studium uznáno a mohl přejít do řádného studia. Na studium si vydělával prací na komerčních zakázkách. V roce 1976 absolvoval mj. diplomní teoretickou prací na téma vývoj české teorie fotografie, čím započala jeho celoživotní publicistická práce v teorii fotografie a umění.

## Výuka a funkce na vysokých školách

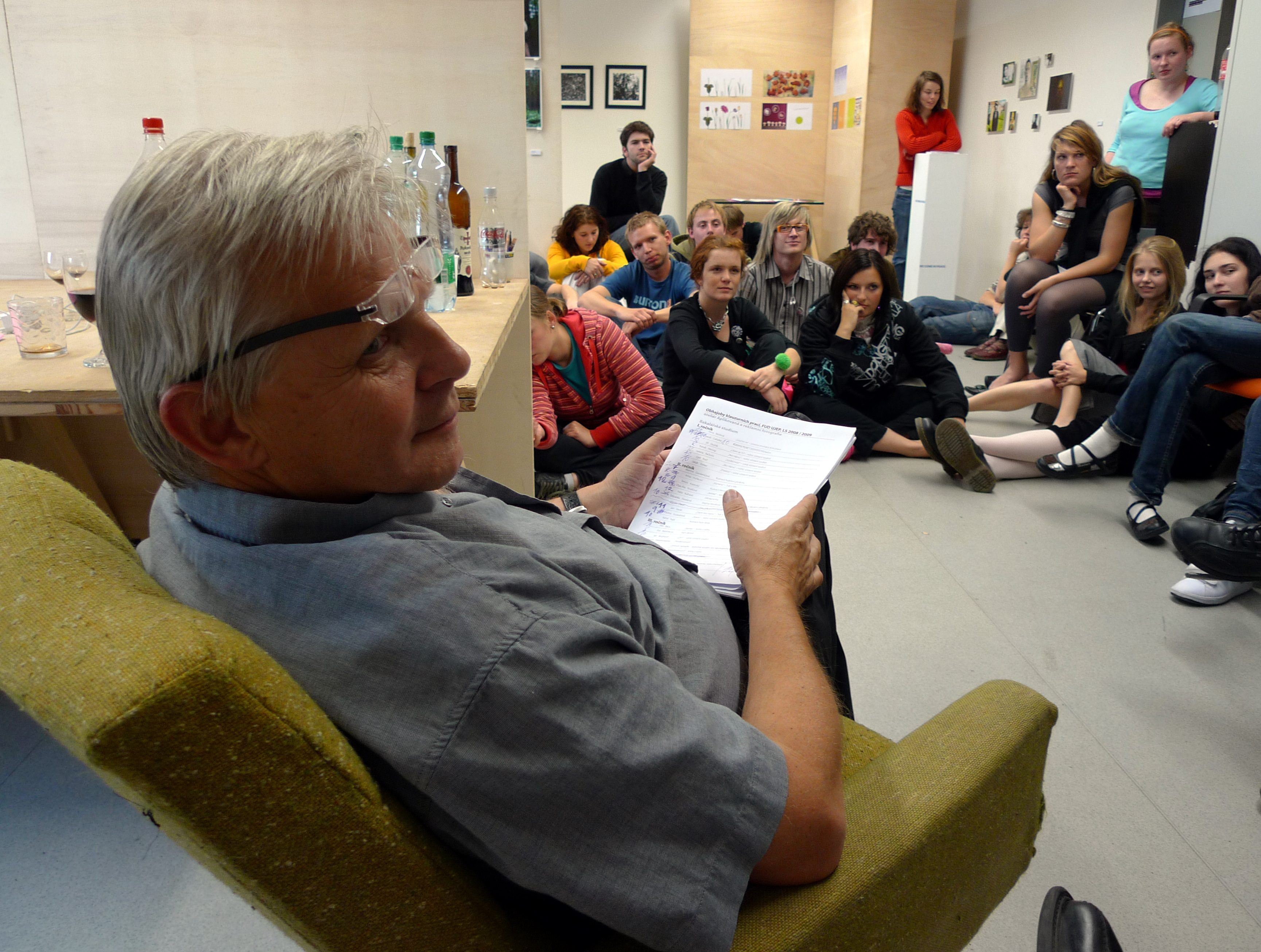
Miroslav Vojtěchovský se studenty Fakulty umění a designu Univerzity Jana Evangelisty Purkyně v Ústí nad Labem.

Mezi roky 1978 a 1989 externě vyučoval na FAMU a také na Institutu tvůrčí fotografie, který vytvořil jednu z fakult nové Slezské univerzity v Opavě. V roce 1990 se stal vedoucím katedry fotografie na FAMU, v roce 1993 byl zvolen prorektorem AMU pro otázky studijního rozvoje. V této pozici mj. prosadil plnohodnotný anglický studijní program v oboru fotografie a založil Nakladatelství AMU. V roce 1993 byl habilitován docentem za práci na téma Průnik umělecké akademie a univerzity, o čtyři roky později byl jmenován profesorem na základě přednášky K etice fotografie. Po neúspěšné kandidatuře na místo rektora AMU čtyři roky vyučoval na American University ve Washingtonu. Po návratu z USA podruhé zkusil štěstí ve volbách rektora AMU, ve kterých byl poražen o jediný hlas Ivo Mathém. Od roku 2003 postupně začal vyučovat na Filozofické fakultě Masarykovy univerzity v Brně a na Filozofické fakultě Univerzity Karlovy, přednášel na soukromé škole umění a reklamy Orange Factory a vedl vlastní ateliér na Fakultě umění a designu Univerzity Jana Evangelisty Purkyně v Ústí nad Labem.

## Fotografická tvorba
Miroslav Vojtěchovský patřil k nejvýznamnějším českým fotografům skla. Mezi roky 1969–1970 pracoval v reklamní agentuře Merkur, později byl volným fotografem, který spolupracoval s podniky BVV, Skloexport, Jablonex, Koospol, Motokov, Pragoexport, Pragounion nebo Rapid. Až do svého odchodu do USA se podílel na tvorbě vizuálního stylu firem Moser, Crystalex, Skloexport, Preciosa a Princ.
Byl spoluautorem scénáře vizuálního řešení pavilonu automobilky Škoda ve Wolfsburgu vybudovaného u příležitosti výstavy Expo 2000 v Hannoveru. Mezi roky 1997 a 2014 spolupracoval se Škoda Auto muzeem v Mladé Boleslavi.

## Galerie

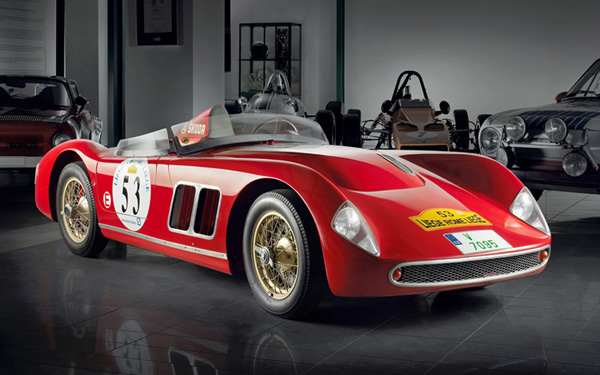
Ze souboru: Škoda Auto Muzeum, 2005 - 2007, prof. Miroslav Vojtěchovský, QEP a MgA. Marian Beneš, QEP. Vytvořili pedagogové a studenti ateliéru Reklamní fotografie Soukromé VOŠ umění a reklamy, Orange Factory, Praha, s laskavou pomocí managementu a zaměstnanců Škoda Auto Muzeum v Mladé Boleslavi.
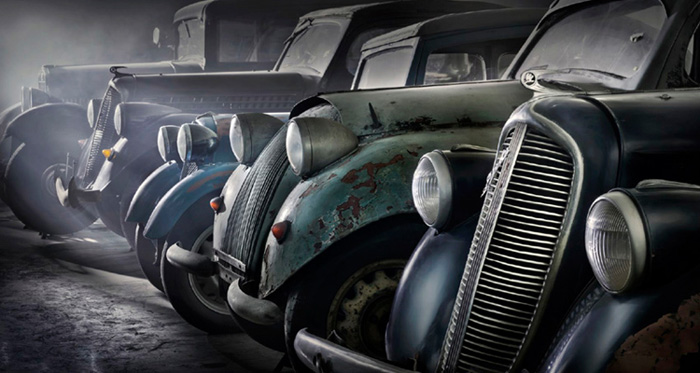
Ze souboru: Škoda Auto Muzeum – Depozitář, 2011, prof. Miroslav Vojtěchovský, QEP a MgA. Marian Beneš, QEP. Vytvořili pedagogové a studenti ateliéru Aplikovaná a reklamní fotografie FUD UJEP v Ústí nad Labem a Soukromé VOŠ umění a reklamy, Orange Factory, Praha, s laskavou pomocí managementu a zaměstnanců Škoda Auto Muzeum v Mladé Boleslavi.